# رازفان ساباو
رازفان ساباو (بالرومانية: Răzvan Sabău)‏ هو لاعب كرة مضرب من رومانيا.

## روابط خارجية
- رازفان ساباو على موقع رابطة محترفي التنس (الإنجليزية)
- رازفان ساباو على موقع الاتحاد الدولي لكرة المضرب (الإنجليزية)
- رازفان ساباو على موقع كأس ديفيز (الإنجليزية)
- رازفان ساباو على موقع خلاصة التنس.كوم (الإنجليزية)